# Ел Ајун
Ел Ајун (арап. عيون и фр. Laayoune) је највећи и главни град афричке несуверене земље Западна Сахара. Налази се на северу ове земље, на обали Атлантског океана. Од 1976. године налази се под окупацијом Марока. У граду живи око 200.000 становника.
Клима је океанско-пустињска са температурама до 28 °C за време лета и око 16 °C за време зиме. Падавине су веома оскудне, до 20 милиметара годишње. Питке воде нема, па се она до града допрема из унутрашњих оаза.
Ел Ајун су основали Шпанци 1928. године. На арапском језику име значи „извори“. Становништво чине Мароканци и Сахарци, који су староседеоци ових простора. Вероисповест је исламска око 100%.